# بيت الدبيس (السدة)

تعديل مصدري - تعديل

بيت الدبيس هي إحدى قرى عزلة وادي حجاج بمديرية السدة التابعة لمحافظة إب، بلغ تعداد سكانها 279 نسمة حسب تعداد اليمن لعام 2004.